# EP u amaterskom boksu 1981.
24. Europsko prvenstvo u amaterskom boksu 1981. se održalo od 2. – 10. svibnja 1981. u finskom gradu Tampereu.
Boksači su se borili za odličja u dvanaest težinskih kategorija. Sudjelovalo je 170 boksača iz 22 države.
Boksači iz SSSR-a su osvojili 8 naslova prvaka, a Bugarske 2 naslova prvaka, a Italije i DR Njemačke po 1 naslov prvaka.
| Kategorija            | zlato               | srebro               | bronca                             |
| papir (-48 kg)        | Ismail Mustafov     | Dietmar Geilich      | Šamil Sabirov Gerard Hawkins       |
| muha (-51 kg)         | Petar Lesov         | Constantin Titoiu    | Bogdan Maczuga Jarmo Eskelinen     |
| bantam (-54 kg)       | Viktor Mirošničenko | Sami Buzoli          | Stefan Gertel Dumitru Cipere       |
| pero (-57 kg)         | Richard Nowakowski  | Krzysztof Kosedowski | Róbert Gönczi Serik Nurkazow       |
| laka (-60 kg)         | Viktor Rybakov      | Carlo Russolillo     | Frédéric Geoffroy Vesa Wiik        |
| poluvelter (-63,5 kg) | Vasilij Šišov       | Mirko Puzović        | Dietmar Schwarz Nikolaj Ganev      |
| velter (-67 kg)       | Serik Konakbajev    | Karl-Heinz Krüger    | Tibor Molnár Vesa Koskela          |
| polusrednja (-71 kg)  | Aleksandr Koškin    | Miodrag Perunović    | Mihail Takov Imre Némedi           |
| srednja (-75 kg)      | Jurij Torbek        | Pedro van Raamsdonk  | Zygmunt Gosiewski Valentin Silaghi |
| poluteška (-81 kg)    | Aleksandr Krupin    | Georgica Donici      | Ondrej Pustai Kurt Seiler          |
| teška (-91 kg)        | Aleksandr Jagubkin  | Jürgen Fanghänel     | Ion Cernat Vasil Bosakov           |
| superteška (+91 kg)   | Francesco Damiani   | Vjačeslav Jakovljev  | Ulli Kaden Azis Salihu             |

## Vanjske poveznice
- Sports123  Arhivirana inačica izvorne stranice od 22. kolovoza 2005. (Wayback Machine)
- EABA
- EP 1981.